# Sinestèsia
|  | Per a altres significats, vegeu «Sinestèsia (desambiguació)». |

La sinestèsia és, en neurofisiologia, una condició neurològica en la qual la percepció de diferents sentits no es correspon amb el seu efecte habitual. Aquesta condició comporta una assimilació conjunta o interferència de diversos tipus de sensacions de diferents sentits en un mateix acte perceptiu. És a dir, un estímul propi d'una modalitat sensorial promou una activació d'altres modalitats sensorials representades en diferents zones cerebrals. L'activació d'un sentit estimula l'activació d'un altre. Per tant, els sinestèsics tindran sensacions característiques d'altres sentits en un mateix acte perceptiu de manera automàtica i involuntària. Per exemple: sentir colors, veure sons i percebre sensacions gustatives en tocar un objecte amb una textura determinada.
La sinestèsia és un fenomen real, és una autèntica percepció. No és una qüestió d'associació mental.
La primera descripció de la sinestèsia s'atribueix a Georg Tobias Ludwig Sachs, qui el 1812 va descriure en la seva tesi doctoral els colors que ell veia mentalment cada cop que pensava en les lletres de l'abecedari, nombres, dies de la setmana i quan escoltava notes musicals.
Per extensió, també es parla de sinestèsia com una figura retòrica.

## Etimologia
La paraula sinestèsia (literalment unió de sensacions) deriva del cultisme grec synaesthesia, al seu torn format pels mots syn, que significa junt i aesthesis, sensació; el sufix -ia és usat per crear substantius abstractes.

## Tipus de sinestèsia
Hi ha més de 100 tipus de sinestèsia catalogats, però només 8 són els més comuns entre la població sinestèsica:
Sinestèsia grafema-color: És una de les formes més comunes de sinestèsia i per això també la més estudiada. S'afirma que només el 2% dels sinestèsics responen que mai han experimentat aquest tipus de sinestèsia.
El tipus de sinestèsia grafema-color comporta que la visualització d'un grafema (lletra, número, paraula, etc.) es veu representat a la ment del sinesteta d'un color, de manera automàtica i involuntària. Per tant, els inductors són els grafemes, i els concurrents són els colors. Els colors presenten variacions, característiques concretes (forma, configuració, grau de saturació, matís, intensitat, etc.) que depenen de cada persona. Els colors són associats aleatòriament i incoherentment, però semblen existir certes regularitats en els colors associats amb diferents estímuls: els dígits dels números més alts solen "ser" més foscos en comparació als altres i  els números 1 i 0 solen "ser" blancs o negres. També s'han observat tendències amb el color de les lletres, per exemple un 43% dels sinestèsics grafema-color afirmen que la lletra A "és" vermella.
Hi ha dades que declaren que el color és més intens quan els grafemes apareixen impresos sobre un fons en el qual ressalten, elevant el contrast.
Dins del tipus de sinestèsia grafema-color hi ha dos subtipus determinats:
- Abocadors: aquests perceben els fotismes¹ a la seva ment.

- Projectors: perceben els fotismes en el camp visual (extern). Aquest tipus té un caràcter més perceptiu que l'anterior, ja que s'ha comprovat que hi ha una menor interferència del color real del grafema (és el cas de l'exemple de la imatge).

Aquests subtipus també es donen en altres tipus de sinestèsia.
Chromestèsia (so-color): En el cas d'aquest tipus hi ha una associació entre el sentit de l'oïda i la vista, so (inductor) i color (concurrent). Per tant, les persones que tenen aquest fenomen són capaces de sentir un so i de manera automàtica i involuntària, assignar-li un color.
Les associacions de sons i colors solen ser peculiars per cada chromestèsic. No obstant això, hi ha estudis que demostren que els sinestèsics i no-sinestèsics coincideixen en la relació dels sons aguts amb els colors més clars o brillants i els sons més greus amb els colors d'un to més fosc. Això indica que pot haver-hi algun mecanisme comú de les associacions presents en els cervells adults (3.7 Causes).
Quan es parla de chromestèsia, sol ser la relació entre la música, les notes musicals i els colors (música-color). Les tonalitats cromàtiques depenen de cada nota que compon la melodia, i el seu moviment depèn del ritme.
Però també hi ha associacions de veus i colors, el to, l'accent, el volum i la velocitat de la parla influencia en aquestes percepcions cromàtiques.
La chromestesia està lligada amb un altre tipus de sinestèsia: sinestèsia paraula-color, ja que s'associa al sentit de l'oïda amb la vista, és a dir, el lèxic amb el color, les paraules són els inductors i els colors els concurrents.
Podem associar també la sinestèsia lèxico-gustativa, ja que relaciona el sentit de l'oïda amb el del gust; la pronúncia d'una paraula indueix a una sensació d'un sabor determinat. És a dir, les persones que tenen sinestèsia d'aquest tipus són capaces de percebre sabors depenent de les paraules que senten.
Sinestèsia tacte-mirall: L'explicació a aquest fenomen es busca a la regió del cervell anomenada escorça somatosensorial, un complex òrgan encarregat de  produir modalitats dels estímuls tàctils (temperatura, fricció i pressió), propioceptius (posició del cos) i nocioceptius (dolor); d'aquesta forma quan una part del cos és estimulada, determinada regió de l'escorça s'activa. També intervenen les neurones mirall (situades en el lòbul parietal, concretament a la circumvolució frontal inferior), aquestes cèl·lules neuronals permeten els comportaments empàtics, socials i imitatius, ja que permeten a l'observador simular l'experiència de l'observat. Aquesta activitat cerebral li brinda a la persona la sensació de sentir-se tocat quan veu que una persona aliena està sent tocada.
L'escorça cerebral de les persones amb sinestèsia tacte-mirall no només s'activa davant d'un estímul tàctil, sinó també davant d'un estímul visual. Per tant,, podem dir que en aquest cas l'inductor seria l'estímul visual de l'acció d'una persona aliena i el concurrent seria la sensació tàctil que suposadament està tenint aquella persona. Per això, els sinestetes d'aquest tipus tenen un alt nivell d'empatia.

#### Sinestèsia tacte-so
És una de les formes de sinestèsia més inusuals. Consisteix en percebre una sensació de tacte en alguna part del cos en sentir una paraula o so concret. Com que és un tipus de sinestèsia poc habitual, també és un dels menys estudiats. Se'n coneix el cas d'una dona que durant el seu procés de recuperació de la sensació somatosensorial arran de patir una lesió talàmica, va desenvolupar sinestèsia del tacte-so. Els investigadors Beauchamp i Ro van portar a terme un estudi amb ella, en què van experimentar amb diferents sons i els formiguejos que aquests li provocaven a la seva mà i braç esquerra. 

#### Sinestèsia temps-número-espai
També es coneix com a sinestèsia espacial de seqüència. Aquest tipus de sinestèsia consisteix a relacionar la perspectiva o configuració espacial amb conceptes que tenen a veure amb seqüència o ordre, com podrien ser els números o els mesos i els dies. Per tant, una persona amb aquesta forma de sinestèsia endreçaria un conjunt ampli de formes i posicions dins l'espai mental dels números, els mesos o els dies. Les associacions dependran de la persona, però per exemple, un individu podria col·locar els dies en la part esquerra de l'espai mental, o alguns números en zig-zag.

#### Sinestèsia lèxica-gustativa
En aquesta forma de sinestèsia, algunes paraules, ja siguin parlades o escrites, tenen una reacció gustativa dins la boca del sinesteta. No totes les paraules han de generar una reacció, però la sensació se sol produir amb les paraules més habituals del seu vocabulari. A més a més, la freqüència amb què parla l'orador pot ser determinant en la duració i la intensitat del sabor que ha causat.

#### Personificació de números i lletres
Les persones que pateixen aquest tipus de sinestesia associen una personalitat a números i lletres concrets. Segons Cytowic i Eagleman en el llibre de 2009 "Wednesday is Indigo Blue", aquesta associació pot incloure un gènere, professió o colors, de manera que els poden arribar a definir com a "personatges reals". Són associacions consistents per a cada individu amb aquest tipus de sinestesia, i són generen segons l'entorn en què aquesta persona desenvolupa la seva vida social.

## Tendència
Un estudi fet l'any 2005 a la Universitat de Granada va estudiar la tendència d'inductors i concurrents que s'havien catalogat, a fi d'analitzar quins eren els més típics i quins eren atípics en la població sinestèsica.
Tendència d'inductors catalogats: L'estudi afirma que l'inductor més comú en la població sinestèsica són els estímuls lèxics, és a dir, paraules escrites (visuals), verbals (auditives) o pensades. Aquests pertanyen a un 48% del total d'inductors més comuns. En segon lloc, el tipus d'inductor més comú és la música o els sons captats pel sentit auditiu, aquest correspon a un 27% del total. I finalment els inductors més atípics, que corresponen a un 1% del total, són la cinètica que correspon al sentit del moviment, les emocions, les temperatures i els orgasmes.
Tendència de concurrents catalogats: S'afirma que amb un elevat percentatge els colors pertanyen al concurrent més típic dins del total d'aquests catalogats, amb un 86%. Per acabar, segons aquest estudi, la cinètica, el gust i la temperatura són els concurrents més atípics.

## Prevalença
Les estimacions de prevalença de la sinestèsia han oscil·lat de forma molt àmplia amb el pas dels anys, des de l'1 entre el 4 i l'1 entre els 25.000–100.000. No obstant això, la majoria dels estudis s'han basat en els informes dels sinestetes, introduint el biaix autoreferral. En el que es cita com l'estudi de prevalença més precís fins ara, es va evitar el biaix autoreferral estudiant 500 persones reclutades de les comunitats d'Edimburg i Glasgow Universitats; va mostrar una prevalença del 4,4%, amb 9 variacions diferents de la sinestèsia. Aquest estudi també va concloure que una forma comuna de sinestèsia grafema-color (lletres i números de colors), es troba en més de l'u per cent de la població, i aquesta última prevalença de sinestèsia grafema - color s'ha verificat de manera independent en una mostra de gairebé 3.000 persones a la Universitat d'Edimburg.
Les formes més habituals de sinestèsia són les que desencadenen colors, i la més prevalent de totes és dia-color. També és relativament comú la sinestèsia grafema-color. Podem pensar en la "prevalença" tant en termes de com de comú és la sinestèsia (o les diferents formes de sinestèsia) dins de la població, com de comú són les diferents formes de sinestèsia dins dels sinestèsics. Per tant, dins dels sinestèsics, les formes de sinestèsia que provoquen color també semblen ser les formes més comunes de sinestèsia amb una taxa de prevalença del 86% dins dels sinestèsics. En un altre estudi, la música-color també és prevalent al 18-41%. Es diu que algunes de les més rares són les de tacte-so, mirall-tacte i lèxiques-gustatòries.
Hi ha investigacions que suggereixen que la probabilitat de tenir sinestèsia és major en persones amb condició d'espectre autista.

## La sinestèsia a l'art
Al voltant de la relació entre aquest fenomen neurològic i la creació artística, el gener de 2014 s'estrena un documental amb el títol Sinestesia: arte, dolor y sexo, que indaga en la relació de les emocions en les persones amb sinestèsia. El documental és dirigit per Paula Cánovas i Alberto Sancho, i va ser realitzat en col·laboració amb el Campus de Gandia de la Universitat Politècnica de València, la Facultat de Psicologia de la Universitat de Granada i la Universitat de València. Participen experts en l'àmbit, com ara María José de Córdoba, Emilio Gómez, Raúl Espert o Marisol Salanova, i aporta la seua visió Neil Harbisson, artista contemporani i activista ciborg britànic i irlandés.
Alguns autors han assenyalat una relació estreta entre la sinestèsia i la capacitat artística, donada la tendència a trobar més sinestèsics en el món de l'art, o al fet que els sinestèsics tinguin tendències artístiques. No obstant això, no s'han realitzat estudis científics per poder afirmar això de forma rigorosa. Certs investigadors proposen una teoria per a l'explicació de la major incidència de la sinestèsia entre els artistes, al·ludint a les connexions extra que explicarien el propi fenomen de la sinestèsia. Si aquestes persones tenen connexions entre àrees del cervell que no estan presents (o ho estan però no són operatives) a la resta de les persones, és lògic pensar que també podrien tenir connexions entre altres àrees cerebrals implicades en el processament d'altres estímuls, i que aquestes connexions els facilitarien l'associació d'idees, conceptes o qualsevol altre tipus d'informació que no es relacionarien en persones normals. Així, ells arribarien a resultats més originals que la resta de les persones. Això explicaria en principi la major capacitat creativa entre els sinestèsics. Tanmateix, cal ser molt cauts en aquest sentit, perquè totes les dades que hi ha un nombre més gran de sinestèsics entre els artistes es podrien deure a un efecte de mostreig.
Tot i això, no podem obviar la important influència d'aquest fenomen en la història de l'art, tant com a condició de molts artistes de renom com a eina d'expressió creativa derivada el fenomen en si mateix. Personatges com Charles Baudelaire, Billie Eillish, Nikolai Rimsky-Korsakov, Vladimir Nabokov, Marcel Proust, Carol Steen, Alexander Scriabin, Olivier Messiaen, Melissa S. McCracken,  Vassili Kandinsky i David Hockney, entre d'altres, posseïen aquesta facultat.

### Sinestèsia en la música
Resulta particular el cas del compositor rus Alexander Skriabin, l'habilitat sinestèsica del qual va influir decisivament en la seva obra. La seva principal virtut va ser associar tonalitats amb colors determinats. El seu sistema de colors, a diferència de la majoria de les experiències sinestèsiques, s'ordena segons el cercle de quintes, basat en el sistema que Isaac Newton descriu al seu llibre Opticks. És destacable que Skriabin, segons els seus estudis teòrics, no reconeixia diferències entre una tonalitat major i una altra menor amb el mateix nom. Molts dels treballs de Skriabin en aquesta matèria estan influenciats per doctrines teosòfiques.
En la seva autobiografia Records, Sergei Rakhmàninov inclogué una conversa que havia tingut amb Skriabin i Rimski-Kórsakov (qui també posseïa la condició) sobre l'habilitat sinestèsica de Skriabin. Rakhmaninov es va sorprendre quan es va adonar que els dos associaven de forma molt similar notes i colors. Rakhmaninov es va mostrar escèptic, assenyalant que Skriabin associava el mi bemoll amb el color púrpura, mentre que Rimski-Kórsakov ho feia amb el blau. No obstant, Rimski-Kórsakov li va fer notar que un passatge de l'òpera de Rakhmaninov El miserable Cavaller sostenia la seva associació: l'escena en què el vell baró obre un bagul amb un tresor ple d'or i joies brillant estava composta en re, és a dir, en groc or. Skriabin escrigué a Rachmaninov dient-li que "la seva intuïció ha seguit inconscientment les lleis que la seva raó ha negat".
Altres compositors han deixat també constància de percepcions sinestèsiques. Mozart, per exemple, va afirmar que percebia la tonalitat de Fa en color groc.
El compositor Olivier Messiaen va dedicar una gran part de la seva obra en deixar per escrit la manera com ell relacionava la música amb els colors i les formes. Amb l'objectiu de trobar la lògica darrere la seva experiència sinestèsica, Messiaen va estudiar la manera com el seu cervell duia a terme les relacions entre la música que escoltava i els colors que visualitzava a la seva ment. S'adonà que els colors no li sorgien a partir de notes individuals, sinó d'acords i, per tant, d'escales, de diferències tonals entre notes. És cert també, però, que la tonalitat de la diferència tonal que escoltava també afectava el color que imaginava. Sent conscient d'aquest fet, el compositor francès s'encarregà d'identificar les escales que l'evocaven colors determinats. Així doncs, duent a terme aquesta tasca, Messiaen acabà formant els seus propis modes, no a partir d'una base harmònica o melòdica, sinó a partir dels colors que ell visualitzava mentalment. Una altra característica dels modes de Messiaen és que només es poden transposar un nombre de vegades determinat. A aquest fet Messiaen l'anomenava "le charme des impossibilités" (l'encant de les impossibilitats), fent referència al fet que ell considerava que aquestes limitacions donaven una especialitat encantadora, bonica, als seus modes. A partir d’aquests texts i les minucioses descripcions del músic, diversos artistes han representat les seves obres juntament amb un joc de llums o projeccions mostrant els colors que Messiaen descriví.
Jean Sibelius també era sinestèsic: tot el que veia li produïa una impressió corresponent a la seva oïda, cada impressió del so era transferida i fixada com a color en la retina del seu ull i d'allà a la seva memòria. I això ell ho pensava com una cosa natural, però els que no tenen aquesta facultat li deien boig o extravagant. Per aquesta raó, només va parlar d'això en la més estricta confidencialitat i sota la promesa de silenci. "Si no, es burlen de mi!"
Actualment les investigacions en aquest camp continuen, de manera privada i pública, existeix, per exemple un estudi d'investigació de la autora i artista Eva Mas, beca del any 2021 del departament de cultura del govern català, on s'exposa tant, de manera pràctica, com teòrica la relació vers el color de la llum i els sons musicals i que permet crear pintura, a partir de la relació anomenada o compondre musicalment a partir de les imatges.
Aquest nous patrons creatius a partir del fenomen de la Sinestèsia cognitiva ens obra uns camins de creació que les noves tecnologies estan aprofitant 
Aquesta autora, una polifacètica creadora, músic i investigadora del camp de l'expressió artística assegura que existeix una relació mesurable entre les tonalitats de la llum i les tonalitats dels sons i en aquesta comparativa crea les seves obres musicals tal com Scriabin ja havia iniciat.
La combinació sinestèsica que durant segles ha estat estudiada i experimentada per diversos artistes de tot el Món ara és aplicada dins el camp de la indústria i del disseny per a potenciar el gust I la creativitat, el màrqueting i fins i tot dins la medicina.
Actualment gràcies a aquest tipus d'estudis i treballs de recerca podem gaudir de programes que permeten als compositors i creadors jugar amb la variació dels colors que creen fins i tot mandales quan es percuteixen o es fan sonar determinades notes o seqüències sonores.

## La sinestèsia a la neurobiologia
Ja a la fi del segle xix, Galton advertí que la sinestèsia era més comuna entre membres d'una família, és a dir, que en les famílies en què hi havia un sinestèsic era probable que n'hi hagués més que en les famílies sense aquesta característica. Això fou investigat més a fons i sorgiren teories que suggerien que la sinestèsia està lligada a un gen dominant situat en el cromosoma X, que és transmès per la línia materna; s'estimà que la proporció de dones que tenen sinestèsia és sis vegades més gran que la d'homes i un terç dels sinestèsics tenen algun familiar que també ho és. Aquesta creença va sorgir perquè al principi es va assumir que la sinestèsia es donava més entre les dones i perquè en aquell moment no es coneixia cap cas d'home sinestèsic que l'hagués heretat del seu pare. Un nou estudi, en el qual es van dur a terme anàlisis genètiques a diverses famílies, va mostrar que diverses regions relacionades amb la sinestèsia corresponen als cromosomes 2, 5, 6 i 12. El procés pel qual la sinestèsia és heretada sembla més complex del que s'havia assumit.
Els estudis realitzats en bessons monozigòtics amb diferents tipus de sinestèsia, van concloure que hi ha altres factors implicats en el desenvolupament de la sinestèsia, a més dels genètics. Els neuròlegs opinen que el món dels nounats és molt diferent del dels adults. Alguns investigadors van una mica més lluny i afirmen que el nadó només posseeix un sentit, argumentant que tots som sinestèsics en néixer, però només alguns mantenen la sinestèsia al llarg de la vida. Molts investigadors, com Daphne Maurer, de la Universidad de Macmaster (Canadà), demostren que tots els nadons de menys de quatre mesos de edat presenten un cervell sinestèsic o fusió dels sentits. Això és degut al fet que a eixa edat el cervell encara no ha realitzat la especialització de les distintes àrees davant estímuls sensorials. Les connexions sinàptiques entre les àrees romanen unides. D'aquesta forma els nadons responen de manera similar a estímuls de diferents classes (so d'una nota musical, un llum brillant). En l'actualitat va augmentant el nombre de laboratoris que es dediquen a l'estudi de la sinestèsia i s'han proposat diferents teories per explicar el fenomen.
El neuròleg americà Richard Cytowic, pioner en l'estudi científic del fenomen en la dècada dels vuitanta, va proposar que la sinestèsia estava causada per una activació anormal de zones límbiques del cervell. Aquestes zones es troben a l'interior del cervell, per sota del còrtex cerebral, i s'han relacionat amb les emocions i els comportaments de caràcter motivacional i emocional. És una zona del cervell que està present tant en humans com en espècies inferiors, tot i que en nosaltres ha sofert un gran canvi evolutiu. Segons els estudis de Cytowic, quan un sinestèsic està experimentant formes evocades a assaborir diferents dissolucions salades o dolces, l'activitat cerebral registrada en zones de l'escorça, la regió més evolucionada del cervell, disminueix notablement. Això va acompanyat d'un augment considerable de l'activitat cerebral de zones límbiques. Aquest patró d'activació cerebral va portar a Cytowic a proposar una teoria que postula el sistema límbic com a estructura cerebral subjacent al fenomen sinestèsic. L'hipocamp, part d'aquest sistema, és una zona on convergeix la informació de caràcter sensorial procedent dels diferents sentits i es realitza una avaluació multisensorial d'ella. Segons ell, aquest procés ocorre en totes les persones encara que només els sinestèsics ho viuen de forma conscient i poden informar-ne.
Un altre punt de vista és el defensat pel doctor Ramachandran, que defensa l'activació creuada de zones adjacents del cervell que processen la informació relacionada amb l'aspecte físic dels números i les lletres i amb les que relacionen la informació relativa al color. Les dues funcions es sustenten en zones del gir fusiforme, situat a la zona posterior-ventral del còrtex cerebral. Aquesta activació pot ser degut al fet que els sinestèsics tenen un excedent de connexions i, per això, les zones adjacents es comuniquen més que en les persones normals, o que connexions existents en totes les persones estan actives en ells mentre que a la majoria no. Aquesta segona opció explicaria el fet que la sinestèsia pugui ser induïda per drogues de tipus al·lucinogen com el LSD. En el procés de desenvolupament es produeix una “poda neuronal" a causa del profús creixement de connexions sinàptiques, en la que cada connexió sinàptica es va especialitzant davant estímuls de diversa índole. En el cervell d'una persona sinestèsica la poda sinàptica és menor o bé no es produeix; els sinestèsics potser mantenen intactes els enllaços sensorials davant tasques sensorials implicades, donant lloc a aquest tipus d'activació simultània davant els diferents estímuls sensorials, i que explica que la sinestèsia duri tota la vida.

### Investigació científica
Com a fenomen subjectiu, i a vista de la comunitat científica, és necessària una explicació científica i objectiva de la sinestèsia. L'estabilitat d'associacions sinestèsiques es manté tot i que sigui avaluada després de lapses prolongats de fins a un any.
Això ha servit com a suport per a la investigació empírica. La major qüestió pel que fa a l'estudi de la sinestèsia és si aquest fet es deu a una associació primerenca entre estímuls o és una associació genuïnament sensorial. Els dissenys inicials es recolzaven en modificacions de la tasca Stroop i consistien en presentar a un sinestèsic grafema-color una cartolina amb un caràcter imprès en tinta de color congruent o incongruent amb el fotisme (sensació sensorial secundària associada). Els estímuls consistien en un quadre de color o un número que eren presentats en ordre aleatori a la pantalla d'un ordinador. La tasca del subjecte consistia en nombrar el color de la tinta el més ràpid possible; el temps de reacció del subjecte va ser enregistrat.
Com era d'esperar, el subjecte sinestèsic trigà significativament més en respondre als assajos incongruents (797 ms, 2,8% d'errors) respecte dels congruents (525 ms, 1,4% d'errors) i de la línia base (545 ms, 0,0% d'errors).
Aquests estudis estan basats en l'automaticitat que representen els sinestèsics al davant de la presentació d'un estímul. El problema principal amb el què es troben els investigadors en aquest àmbit és el de comprovar que els sinestèsics no parlen d'associacions imaginades als colors, sabors o notes musicals sinó què realment experimenten eixe fenomen.
En altre experiment, Ramachandran i Hubbard treballaren amb matrius de grafemes que contenien una figura geomètrica (rectangle, triangle, paral·lelepípede o quadrat) formada per agrupació de caràcters idèntics, mesclats amb d'altres grafemes.
La tasca consistia en discernir la figura oculta dins de la matriu de números. Els controls van encertar en un 59,4% dels casos. Mentrestant, els sinestèsics van distingir la figura geomètrica correctament en un 81,25% dels assajos. L'explicació més parsimoniosa és que en els sinestèsics els fotismes induïts pels grafemes porten a un efecte de segregació sensorial (pop-out) de la forma que componen. Un resultat paregut s'obtindria amb controls exposats a matrius amb caràcters en color real.
Els experiments duts a terme demostren que les percepcions dels sinestèsics no es deuen a un efecte de la memòria o un excessiu llenguatge metafòric sinó a un genuí efecte sensorial. El sinestèsic segrega la percepció dels diferents números degut a la seva associació amb diferents colors.

### Diagnòstic de la sinestèsia
Tot i l'heterogeneïtat fenomenològica s'han pogut definir els criteris diagnòstics de la sinestèsia que la distingeixen d'aquells fenòmens similars produïts per altre tipus de condicions psicològiques com al·lucinacions o estats de consciència alterats. Seguint a Richard Cytowic, la percepció sinestèsica és:
- Involuntària i automàtica: hi ha una incapacitat per part del sinestèsic de controlar l'activació de certa sensació associada: no poden suprimir l'experiència sinestèsica. No obstant això, és important assenyalar que el grau de concentració en aquestes percepcions farà que aquestes es experimentin de forma més o menys vívida.
- Caràcter perceptiu: quan els sinestèsics descriuen la seva experiència, sovint parlen d'un color projectat sobre el caràcter escrit (sinestèsics grafema-color) o de formes visuals en “una pantalla” situada a certa distància davant de la cara (sinestèsic auditiu-visual). Els investigadors Vilayanur Ramachandran i Edward Hubbard, de la Universitat de Califòrnia a San Diego, han demostrat en un estudi de recerca visual que, en sinestèsics que perceben grafemes amb colors particulars, aquests colors són percebuts i processats de la mateixa manera que si estiguessin, de fet, presents en el paper o pantalla de l'ordinador on es presenten els estímuls.
- Genèrica: S'ha de tenir clar que l'experiència sinestèsica és una experiència abstracta de la sensació que es permet descriure-la a partir d'un estímul. "No experimenten la sensació d'estar tocant una vaca i veient un castell" afirmava Cytowic, 1993. Per exemple, quan un sinestèsic diu que el gust de préssec li suggereix estar tocant una vaca, fa una analogia d'una sensació coneguda que li serveix de descripció.
- Idiosincràtiques: la sinestèsia és una experiència única per cada sinestèsic, per tant totalment subjectiva.
- Estable en el temps: una altra característica important de la condició sinestèsica és la seva constància en el temps i estabilitat. La immensa majoria dels sinestetes informa haver experimentat sinestèsia «Des de sempre» o des de quan poden recordar, ja que la sinestèsia és una condició generalment innata. L'aparellament entre estímuls i respostes sinestèsiques és extremadament estable. Un cop establertes durant el desenvolupament celebral, les associacions sinestèsiques es mantenen de manera indefinida. S'ha comprovat aquesta característica a partir de l'observació d'experiments, com quan es pregunta a un sinestèsic (de tipus grafema color) quins són els colors que veu a partir d'una sèrie d'estímuls i les respostes són molt més estables que les que es puguin obtenir preguntant a un grup d'individus no-sinestèsics. També s'ha observat que la constància és tal, que de 100 paraules, lletres o números que se'ls presentin, amb diferents tests realitzats en diferents temps, responen seleccionant el mateix matís d'una paleta de colors per més de 90  grafemes, i en el cas de les que no coincideixen són respostes molt semblants, com per exemple, la semblança entre el blau clar i el blau marí. Per això, es va elaborar un Test d'Autenticitat de la Sinestèsia, grafema-color (Baron-Cohen i cols, 1987), que consisteix en un conjunt de fitxes amb diferents colors i games, perquè l'individu esculli el color corresponent al grafema segons la seva percepció. Aquest qüestionari es repetirà al llarg d'un temps determinat, presentant els mateixos estímuls. Per acabar s'estima com són de semblants els colors escollits. Normalment aquest qüestionari es presenta periòdicament al llarg d'anys o mesos. El sinestèsic testat presenta resultats generalment semblants, mentre que una persona no-sinestèsica tindrà un 30% de diferències respecte alls anteriors qüestionaris presentats.
- Memorables i emotives: una altra característica de l'experiència sinestèsica és que aquesta és memorable. És comú en els sinestèsics que atribueixin més importància a la sensació secundària que a la sensació primària. És a dir que sigui més destacada la sensació sinestèsica. Per exemple, es poden oblidar del nom d'una persona, però malgrat això recordar que la primera lletra del seu nom els suggeria el color groc.
- Unidireccional: un inductor evoca a un concurrent, però en canvi un concurrent no pot evocar un inductor.
- De caràcter perceptiu: “Estamos empezando a entender un poco esta condición, pero al menos sabemos que es una auténtica percepción, que no es imaginación ni una asociación de ideas” M.J Córdoba (Doctora en belles arts, investigadora). La sinestèsia és un fenomen perceptiu, és a dir, és una percepció real. Els investigadors Vilayanur Ramachandran i Edward Hubbard, de la Universitat de Califòrnia a San Diego, han realitzat un estudi de recerca visual que afirma que els sinestèsics (grafema-color) perceben grafemes amb colors particulars percebuts de manera com si fossin reals, impresos o projectats. Per tant, hem d'aclarir que la sinestèsia no és una experiència afectada per la memòria, és a dir, condicionada per anteriors experiències, com per exemple: en l'educació infantil per facilitar l'aprenentatge s'elabora una associació: els dies de la setmana, les assignatures, els números, les lletres, etc. Se'ls assigna un color particular. Aquesta experiència condiciona als nens quan creixen, ja que han creat una associació merament inconscient. Si fos el cas d'un condicionament ocasionat per la memòria no estaríem parlant de sinestèsia, ja que segons les teories neurocognitives la sinestèsia es desenvolupa durant el desenvolupament cerebral del nadó.[25]

### Descripció clínica
Pel que fa a la incidència del fenomen, no s'han realitzat estudis específics sobre la incidència de la sinestèsia en la població general, pel que les dades existents deriven dels estudis realitzats en conjunts particulars de sinestèsics. A conseqüència d'això, els índexs d'incidència varien considerablement d'estudi a estudi. Alguns investigadors parlen d'una proporció d'una entre vint persones, mentre que altres ofereixen valors que van des de 1: 200 a 1:20 000; una causa de la diferència en aquestes estadístiques és que els sinestèsics no solen reconèixer que la majoria de la gent no té eixa capacitat. El tipus de sinestèsia en el qual les persones veuen colors quan escolten o llegeixen lletres i números és el més freqüent, fins 1% de persones. Noves investigacions mostren que la sinestèsia ocorre molt més freqüentment del que es pensava.
Es realitzen investigacions amb persones en gran part del món i s'ha descobert que també posseeixen excel·lent memòria i poder de recordar fets, encara que les capacitats extraordinàries no són una condició comuna a tots els sinestèsics.
Hi ha diferents tipus de sinestèsia, encara que el més comú, i per això el més estudiat, és aquell en el qual les lletres, paraules o números evoquen colors (grafema-color). Sean Day, professor de la Universitat de Miami i sinestèsic, ha documentat una gran quantitat de casos de sinestèsia en què els sentits implicats són molt diferents. Així, el més comú és veure colors evocats per lletres. En segon lloc hi ha les persones que perceben colors quan s'enfronten a unitats de temps. També és freqüent el cas de veure colors en les paraules parlades, els sons, en general, o les notes musicals. En menor mesura es donen casos de persones que veuen colors per a diferents sabors, sabors o percepcions tàctils per a diferents sons, sabors per percepcions tàctils, i un llarg etcètera. Fins al moment s'han documentat casos de gairebé totes les diferents combinacions possibles entre els diferents sentits.